# Hrabia Shrewsbury
Hrabia Shrewsbury (en. Earl of Shrewsbury) – tytuł parowski kreowany dwukrotnie w parostwie Anglii w 1074 i 1442 r. Dodatkowe tytuły hrabiego 2. kreacji to: hrabia Waterford, wicehrabia Ingestre i baron Talbot (kreacji 1331 i 1733 r.).
Hrabiowie Shrewsbury 1. kreacji (parostwo Anglii)
- 1074–1094: Roger de Montgomerie, 1. hrabia Shrewsbury
- 1094–1098: Hugh of Montgomery, 2. hrabia Shrewsbury
- 1098–1102: Robert of Bellême, 3. hrabia Shrewsbury

Baronowie Talbot 1. kreacji (parostwo Anglii)
- 1331–1346: Gilbert Talbot, 1. baron Talbot
- 1346–1356: Richard Talbot, 2. baron Talbot
- 1356–1387: Gilbert Talbot, 3. baron Talbot
- 1387–1396: Richard Talbot, 4. baron Talbot
- 1396–1419: Gilbert Talbot, 5. baron Talbot
- 1419–1421: Ankaret Talbot, 6. baronowa Talbot
- 1421–1453: John Talbot, 7. baron Talbot

Hrabiowie Shrewsbury 1. kreacji (parostwo Anglii)
- 1442–1453: John Talbot, 1. hrabia Shrewsbury
- 1453–1460: John Talbot, 2. hrabia Shrewsbury
- 1460–1473: John Talbot, 3. hrabia Shrewsbury
- 1473–1538: George Talbot, 4. hrabia Shrewsbury
- 1538–1560: Francis Talbot, 5. hrabia Shrewsbury
- 1560–1590: George Talbot, 6. hrabia Shrewsbury
- 1590–1616: Gilbert Talbot, 7. hrabia Shrewsbury
- 1616–1617: Edward Talbot, 8. hrabia Shrewsbury
- 1617–1630: George Talbot, 9. hrabia Shrewsbury
- 1630–1654: John Talbot, 10. hrabia Shrewsbury
- 1654–1667: Francis Talbot, 11. hrabia Shrewsbury
- 1667–1718: Charles Talbot, 12. hrabia Shrewsbury, kreowany w 1694 r. 1. księciem Shrewsbury
- 1718–1743: Gilbert Talbot, 13. hrabia Shrewsbury
- 1743–1787: George Talbot, 14. hrabia Shrewsbury
- 1787–1827: Charles Talbot, 15. hrabia Shrewsbury
- 1827–1852: John Talbot, 16. hrabia Shrewsbury
- 1852–1856: Bertram Arthur Talbot, 17. hrabia Shrewsbury
- 1856–1868: Henry John Chetwynd-Talbot, 18. hrabia Shrewsbury
- 1868–1877: Charles John Chetwynd-Talbot, 19. hrabia Shrewsbury
- 1877–1921: Charles Henry John Chetwynd-Talbot, 20. hrabia Shrewsbury
- 1921–1980: John George Charles Henry Alton Alexander Chetwynd-Talbot, 21. hrabia Shrewsbury
- 1980 -: Charles Henry John Benedict Crofton Chetwynd Chetwynd-Talbot, 22. hrabia Shrewsbury

Najstarszy syn 22. hrabiego Shrewsbury: James Richard Charles John Chetwynd-Talbot, wicehrabia Ingestre